# Rennersdorf (Dresden)
Rennersdorf ist eine im Westen der sächsischen Landeshauptstadt Dresden gelegene Gemarkung, die seit 1994 als Ortsteil zur Gemeinde beziehungsweise Ortschaft Mobschatz gehört. Der Name leitet sich ab vom Namen eines deutschen Lokators namens Reinmar oder Reinhard.

## Geographie

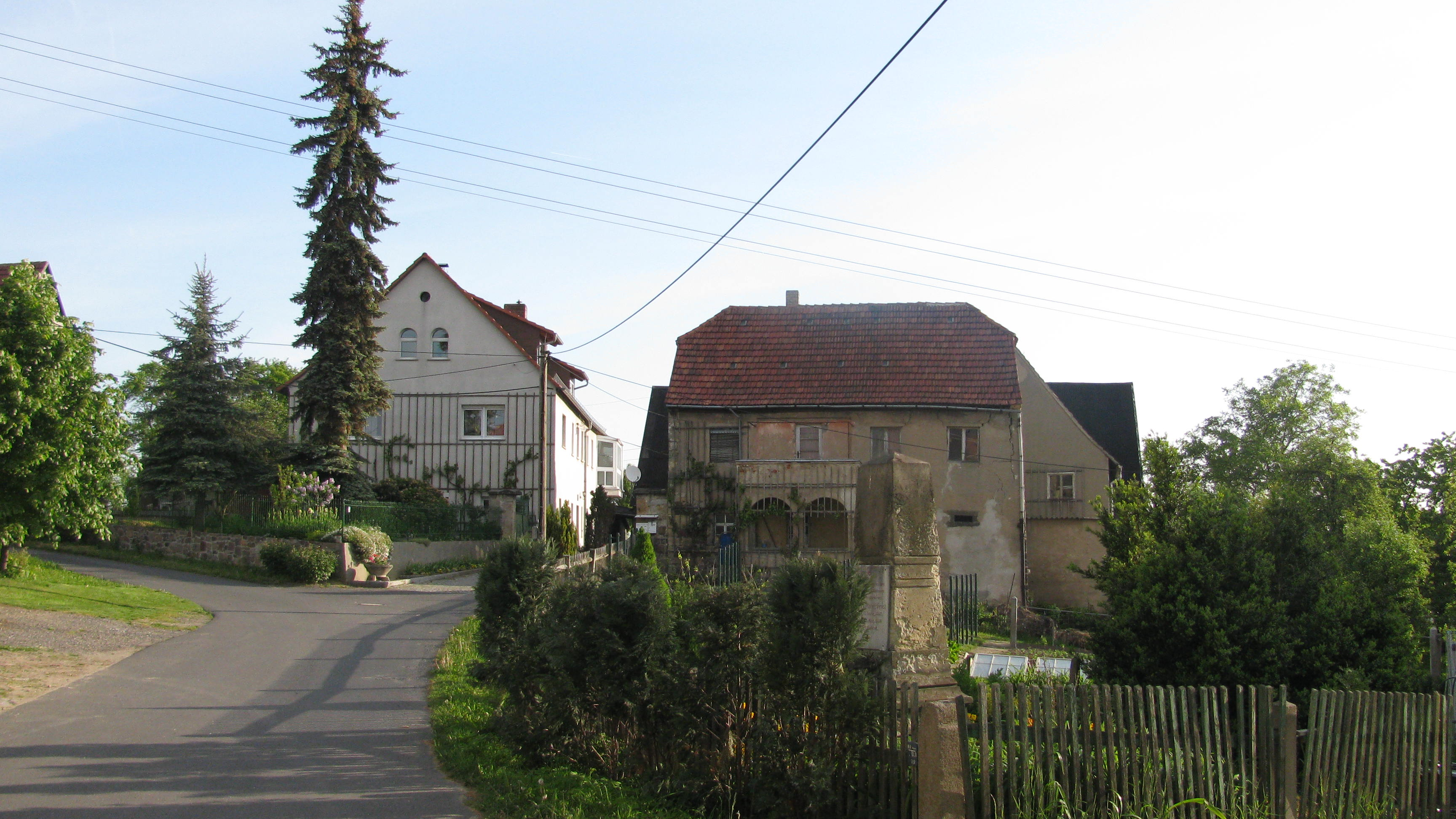
Denkmalgeschützte Gebäude im Dorfkern von Rennersdorf

Rennersdorf liegt zehn Kilometer westlich des Dresdner Stadtzentrums, der Inneren Altstadt, auf der linkselbischen, Meißner Hochland genannten Lösshochfläche. Der Rand des Elbtalkessels befindet sich nur zwei Kilometer weiter nordöstlich. Angrenzende Gemarkungen sind der Mobschatzer Ortsteil Brabschütz im Osten, der Gompitzer Ortsteil Unkersdorf im Südwesten und Oberwartha im Nordwesten. Die Gemarkung und der flächenmäßig identische Ortsteil Rennersdorf gehören zum Dresdner statistischen Stadtteil Cossebaude/Mobschatz/Oberwartha.
Die nordwestliche Flurgrenze des Ortsteils verläuft im oberen Staubecken des Pumpspeicherwerks Niederwartha. Die Gemarkungsgrenze zu Brabschütz bildet abschnittsweise das Tal des Lotzebachs. Die Südgrenze ist die A 4, von der am zur Hälfte auf Rennersdorfer Gebiet gelegenen Autobahndreieck Dresden-West die A 17 abzweigt. Das Autobahndreieck ist vom auf einer Höhe von 252 m ü. NN liegenden Ortskern nur 500 m entfernt. Rennersdorf hat sich durch den erhaltenen Ortskern und die weitgehend unbebaute Flur seinen ursprünglichen dörflichen Charakter bewahrt. Am Dorfplatz stehen bis heute mehrere alte Bauerngüter aus dem 18. Jahrhundert.

## Geschichte
Der Rundling Rennersdorf entstand wahrscheinlich im 12. Jahrhundert, als das Gebiet um Meißen von fränkisch-thüringischen Siedlern im Rahmen der Deutschen Ostsiedlung erreicht wurde. Es wurde 1284 als Namensbestandteil des Johannes de Reinmarstorf erstmals erwähnt. Der Ortsname entwickelte sich im 14. und 15. Jahrhundert über Reymarstorf und Reinharczdorf zu Reinerstorf. Der Name Rennersdorf tauchte erstmals 1569 auf. Im Jahr 1748 heißt der Ort Rönnersdorf, um dann nach 1875 als Rennersdorf bei Dresden festgeschrieben zu werden.

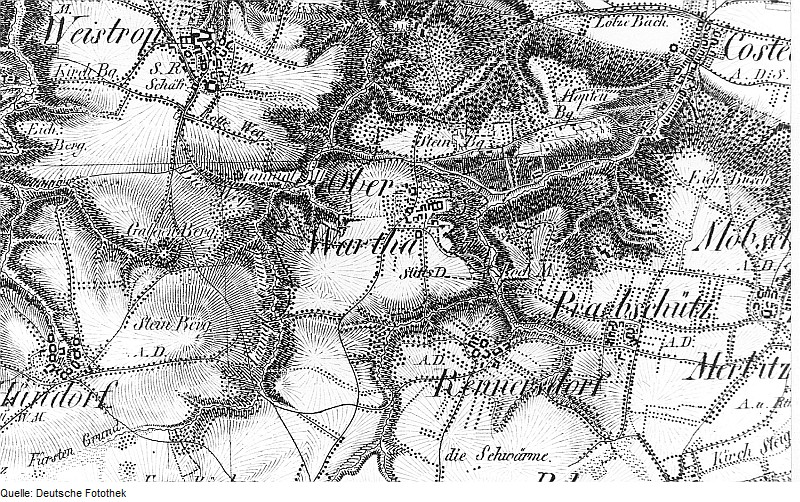
Rennersdorf und seine Nachbardörfer auf einer Karte von 1821

Ausgestattet mit einer Blockflur, unterstand das Dorf dem bischöflichen Amt in Briesnitz, wonach es auch eingepfarrt war. Infolge der Reformation ging Rennersdorf zum Amt beziehungsweise zur Amtshauptmannschaft Dresden über und wurde ein unmittelbares Amtsdorf, was es auch für die folgenden Jahrhunderte blieb. Im Silbergrund zwischen Rennersdorf und Oberwartha, der seit 1927 durch den Damm des oberen Staubeckens des Niederwarthaer Pumpspeicherwerks abgeriegelt ist, fanden in den Jahren 1694 bis 1698 erfolglose Abbauversuche von Kupfer, Silber und Gold statt. Ackerbau und Viehzucht wurden als hauptsächliche Erwerbsquelle der ortsansässigen Bauern im 19. Jahrhundert vom Obstanbau abgelöst. Seit 1857 bestand eine Schulgemeinschaft mit Brabschütz. Am 1. Juli 1950 wurde Rennersdorf schließlich dorthin eingemeindet. Im Jahr 1994 ging die Gemeinde Brabschütz mit dem Ortsteil Rennersdorf in der Gemeinde Mobschatz auf, die am 1. Januar 1999 schließlich nach Dresden eingemeindet wurde. Fortan entwickelte es sich zu einem kleinen Wohnvorort der Landeshauptstadt. Nach 1990 wurden im Ort mehrere Einfamilienhäuser gebaut.

## Einwohnerentwicklung
| Jahr | Einwohner                    |
| ---- | ---------------------------- |
| 1551 | 3 besessene Mann, 3 Inwohner |
| 1764 | 7 besessene Mann, 1 Häusler  |
| 1834 | 66                           |
| 1871 | 98                           |
| 1890 | 109                          |
| 1910 | 105                          |
| 1925 | 96                           |
| 1939 | 110                          |
| 1946 | 123                          |